# У клинчу (2. сезона)
Друга сезона телевизијске серије У клинчу емитована је од 30. марта до 10. маја 2023. на мрежи РТС 1. Друга сезона се састоји од 30 епизода.

## Радња
Омиљене јунаке из прве сезоне Аљошу, Вању, Филипа, Искру, Симкета, Теу, Милицу, бака Анку и породицу Ковач пратићемо у нових 30 епизода где свако од њих наставља да се бори у рингу за своје снове, али и са сопственим слабостима и бројним новим препрекама.
Иако смо Аљошу и Искру на крају прве сезоне оставили на почетку срећне везе, изненадни повратак бивше Аљошине девојке Тее са студија у Милану, унеће немир и напетост у овај однос. Након великог музичког хита, Аљошина каријера добија свој заслужени замах, али бројни љубавни и породични проблеми, као и криза самопоуздања и креативности ставиће га на својеврстан тест.
И остале чланове Аљошине екипе чекају бројни изазови у новим епизодама: након што су постали равноправни пословни партнери, сестра и брат, Вања и Филип, мораће да се суоче са бројним проблемима ове сарадње; Симке, који се још увек није сасвим опоравио од личних крахова из прве сезоне, пролазиће жестоку битку са самим собом, али и са проблемима који се тичу вољене бака Анке; напослетку, повратак Мире и Веље Ковач из бање у којој је Веља био на опоравку након инфаркта и драме око клуба Велтер, донеће нови, идиличан почетак за њихов брак, само да би их нове околности поново бациле у ринг. И, наравно, генератор енергије и драме – њихова млађа ћерка Милица, учиниће све да им се животи не врате у нормалу. 

## Епизоде
| Бр. еп. (укупно) | Бр. еп. (у сезони) | Наслов         | Редитељ                                                 | Сценариста                                                                                      | Премијера       |
| --- | ------------------ | -------------- | ------------------------------------------------------- | ----------------------------------------------------------------------------------------------- | --------------- |
| 31 | 1                  | „Епизода 2.1”  | Данило Бећковић, Небојша Радосављевић и Љубомир Божовић | Иван Станчић, Ана Марковић, Бранислав Черњев, Милица Радојчић, Никола Ђобовић и Горан Старчевић | 30. март 2023.  |
| Теа је дошла на распуст из Милана у Београд и, на изненађење Аљоше и остатка екипе, појавила се на журци отварања реновиране кафане Нови Трст. Теин изненадни повратак уноси хаос у Аљошин емотивни живот и то након што је коначно његова веза са Искром постала званична. На журци отварања реновираног Трста изненађења чекају и остале чланове Аљошине екипе. |                    |                |                                                         |                                                                                                 |                 |
| 32 | 2                  | „Епизода 2.2”  | Данило Бећковић, Небојша Радосављевић и Љубомир Божовић | Иван Станчић, Ана Марковић, Бранислав Черњев, Милица Радојчић, Никола Ђобовић и Горан Старчевић | 31. март 2023.  |
| Након Аљошиног чудног понашања на журци отварања кафане Нови Трст, Искра одлучује да сасвим промени свој однос према њему. Теина очекивања о распусту у Београду нису испуњена на журци, па она покушава да се снађе у новим околностима, а родитељи јој нису увек од помоћи. Журка је оставила последице и по остале чланове екипе, па Вања поново улази у клинч са Филипом, а Симке са бака Анком. |                    |                |                                                         |                                                                                                 |                 |
| 33 | 3                  | „Епизода 2.3”  | Данило Бећковић, Небојша Радосављевић и Љубомир Божовић | Иван Станчић, Ана Марковић, Бранислав Черњев, Милица Радојчић, Никола Ђобовић и Горан Старчевић | 3. април 2023.  |
| Симкета све више брине чињеница да бака Анка, под старе дане, напорно ради у Филиповој кетеринг фирми, али можда се иза те преокупације баком крије његов страх од суочавања са сопственим проблемима. Вођење два посла – кафане и кетеринга све више компликује однос брата и сестре, али и пословних партнера, Вање и Филипа. А, у одсуству Веље, борба за главну реч одвија се и у клубу Велтер. |                    |                |                                                         |                                                                                                 |                 |
| 34 | 4                  | „Епизода 2.4”  | Данило Бећковић, Небојша Радосављевић и Љубомир Божовић | Иван Станчић, Ана Марковић, Бранислав Черњев, Милица Радојчић, Никола Ђобовић и Горан Старчевић | 4. април 2023.  |
| У Теиној породици влада напетост пред велике пословне промене које чекају оца Јована, а и Теин емотивни живот је у превирању због Аљошине везе са Искром. За то време, Искра је упорна у идеји да пронађе посао, а Аљоша долази на неочекивану идеју како да јој помогне. И Филип је обузет идејама о унапређењу свог бизниса што излуђује Вању. А, Милицин посао у овој епизоди је да искористи последње дане Вељиног и Мириног одсуства из стана на најбољи могући начин. |                    |                |                                                         |                                                                                                 |                 |
| 35 | 5                  | „Епизода 2.5”  | Данило Бећковић, Небојша Радосављевић и Љубомир Божовић | Иван Станчић, Ана Марковић, Бранислав Черњев, Милица Радојчић, Никола Ђобовић и Горан Старчевић | 5. април 2023.  |
| Након журке коју је организовала у Вељином и Мирином одсуству Милицу изненади судбоносни Мирин позив. И Искру чека велики изазов – први радни дан у Новом Трсту, док Аљоша добија важну прилику да унапреди своју музичку каријеру. Вањина изненадна одлука у потпуности ће затећи Филипа. |                    |                |                                                         |                                                                                                 |                 |
| 36 | 6                  | „Епизода 2.6”  | Данило Бећковић, Небојша Радосављевић и Љубомир Божовић | Иван Станчић, Ана Марковић, Бранислав Черњев, Милица Радојчић, Никола Ђобовић и Горан Старчевић | 6. април 2023.  |
| Након Теиног позива, Аљоша коначно има прилику за дуго одлагани разговор са њом. Ипак, овај разговор унеће компликације у Аљошин однос са Искром. Вањина одлука да себи да одмор од вођења кафане Филипа доводи у велике проблеме, а Вањи ослобађа простор за новитете у животу попут дружења са Симкетом. И Милица мора да се навикне на нове околности у свом животу након повратка Веље и Мире из бање. |                    |                |                                                         |                                                                                                 |                 |
| 37 | 7                  | „Епизода 2.7”  | Данило Бећковић, Небојша Радосављевић и Љубомир Божовић | Иван Станчић, Ана Марковић, Бранислав Черњев, Милица Радојчић, Никола Ђобовић и Горан Старчевић | 7. април 2023.  |
| Иако је Вања одсутна, делује да Филипов посао са кетерингом цвета. Ипак, Филипове амбиције нису увек у складу са околностима. А, као што се Филип не сналази у послу, тако се Вања не сналази на одмору. Уз Мирин благослов, Веља одлази у клуб Велтер први пут након дужег опоравка, али тамо га чекају велике промене и изненађења од којих неће сва бити пријатна за њега. |                    |                |                                                         |                                                                                                 |                 |
| 38 | 8                  | „Епизода 2.8”  | Данило Бећковић, Небојша Радосављевић и Љубомир Божовић | Иван Станчић, Ана Марковић, Бранислав Черњев, Милица Радојчић, Никола Ђобовић и Горан Старчевић | 10. април 2023. |
| Веља се оштро противи Милициној идеји о курсу самоодбране за жене у Велтеру. Ипак, Мирин увид у целу ситуацију уноси неочекиван заокрет унутар породице Ковач. Стрес који Теин отац трпи на послу одражава се на целу породицу, а посебно на већ рањиву Теу која се све више дружи са Попом. Након безуспешних покушаја да бака Анку одврати од посла у Филиповој фирми, Симке се одлучује за радикалнији потез. |                    |                |                                                         |                                                                                                 |                 |
| 39 | 9                  | „Епизода 2.9”  | Данило Бећковић, Небојша Радосављевић и Љубомир Божовић | Иван Станчић, Ана Марковић, Бранислав Черњев, Милица Радојчић, Никола Ђобовић и Горан Старчевић | 11. април 2023. |
| Напетост у породици Ковач се наставља након што је Мира одлучила да подржи Милицу и њен курс за женску самоодбрану, науштрб Вељином ставу. У Вањином одсуству, али и због недостатка радне снаге у кетеринг фирми, Филип одлучује да предузме нове кораке, несвестан да му Симке, и даље забринут због бака Анке, спрема не баш пријатно изненађење. Какву ће улогу одиграти у томе Вања? |                    |                |                                                         |                                                                                                 |                 |
| 40 | 10                 | „Епизода 2.10” | Данило Бећковић, Небојша Радосављевић и Љубомир Божовић | Иван Станчић, Ана Марковић, Бранислав Черњев, Милица Радојчић, Никола Ђобовић и Горан Старчевић | 12. април 2023. |
| Након што се полиција појавила у клубу Велтер са налогом за привођење Милице, породица Ковач је поново у неизвесности – ко и зашто терети Милицу? Нова породична драма не иде на руку Аљоши који покушава да оправда поверење које му је указао Нућијев менаџер. У Искрин живот се поново враћа Фешн Маца, а њен и Аљошин живот радикално мења још један неочекивани гост. У јеку пословног хаоса, баш када делује да ће Филип изгубити контролу над ситуацијом пристиже му неочекивана помоћ. Хоће ли Филип умети то да цени?                                                             |                    |                |                                                         |                                                                                                 |                 |
| 41 | 11                 | „Епизода 2.11” | Данило Бећковић, Небојша Радосављевић и Љубомир Божовић | Иван Станчић, Ана Марковић, Бранислав Черњев, Милица Радојчић, Никола Ђобовић и Горан Старчевић | 13. април 2023. |
| Неочекивани долазак Искрине мајке, Љиљане, доноси сасвим нову динамику у Искрин и Аљошин живот. Немир се уселио и у кућу Ковач након сазнања да је Мунгос поднео тужбу због Миличиног напада, а упркос Миличином инсистирању на верзији да је она заправо штитила Виолету од насилног оца. Након што је Филип одлучио да поново затегне однос према својим запосленима, Симке одустаје од своје улоге помирљивог пријатеља и спрема нови напад. Проблеми у комуникацији са родитељима Теу воде све дубље у запетљан однос са Попом.                                                        |                    |                |                                                         |                                                                                                 |                 |
| 42 | 12                 | „Епизода 2.12” | Данило Бећковић, Небојша Радосављевић и Љубомир Божовић | Иван Станчић, Ана Марковић, Бранислав Черњев, Милица Радојчић, Никола Ђобовић и Горан Старчевић | 14. април 2023. |
| Искрина одлука да пред мајком крије природу свог односа са Аљошом уноси нове проблеме у њихову везу. А, све чудније понашање мама Љиљане шири немир у комплетном Искрином животу, угрожавајући не само њену везу већ и њен посао. Да ли ће ујка Тома који се вратио са далеког путовања успети да помогне? Немир влада и у кафани "Нови Трст“ због проблема у пословању Филипове кетеринг фирме, али и због Симкетовог упорног рата против Филипа. |                    |                |                                                         |                                                                                                 |                 |
| 43 | 13                 | „Епизода 2.13” | Данило Бећковић, Небојша Радосављевић и Љубомир Божовић | Иван Станчић, Ана Марковић, Бранислав Черњев, Милица Радојчић, Никола Ђобовић и Горан Старчевић | 17. април 2023. |
| Љиљанине манипулације Искром и Аљошом се настављају, па Искра озбиљно разматра опцију да затражи помоћ са стране. Након Вељине одлуке да спусти ратну секиру у борби са Мунгосом, чека га ново изненађење у боксерском савезу. А, ратоборна Милица, жељна освете због повређене части, не помаже да се стиша сукоб са Мунгосом. Испровоциран Симкетовим нападима и све већом жељом за добитком, Филип губи осећај за границе. Хоће ли Вања моћи да остане по страни? |                    |                |                                                         |                                                                                                 |                 |
| 44 | 14                 | „Епизода 2.14” | Данило Бећковић, Небојша Радосављевић и Љубомир Божовић | Иван Станчић, Ана Марковић, Бранислав Черњев, Милица Радојчић, Никола Ђобовић и Горан Старчевић | 18. април 2023. |
| Након што је у савезу схватио да иза Мунгосове тужбе стоји намера његовог ривала да му одузме лиценцу и онемогући даљи развој Милицине каријере, Веља је ван себе и сви се брину за његово здравствено стање. Упркос Вањиним покушајима да уразуми Филипа који претерано израбљује своје раднике, Филип наставља по старом због чега и Симке не попушта у својој борби против Филипа. Аљошина и Искрина веза је на озбиљном тесту услед Љиљаниних испада. |                    |                |                                                         |                                                                                                 |                 |
| 45 | 15                 | „Епизода 2.15” | Данило Бећковић, Небојша Радосављевић и Љубомир Божовић | Иван Станчић, Ана Марковић, Бранислав Черњев, Милица Радојчић, Никола Ђобовић и Горан Старчевић | 19. април 2023. |
| Аљошин и Искрин однос због сметњи које прави Искрина мама, Љиљана, на ивици је да се распадне. Да ли ће њих двоје успети да превазиђу ову кризу или ће обоје доћи у искушење да посегну за лаким бегом из проблема? И у Теиној кући је права драма због кризе на Јовановом послу, па се чини да Теи понестаје правих пријатеља са којима би поделила нагомилане проблеме. А, између Мире и Веље поново влада напетост због кризе са клубом Велтер. |                    |                |                                                         |                                                                                                 |                 |
| 46 | 16                 | „Епизода 2.16” | Данило Бећковић, Небојша Радосављевић и Љубомир Божовић | Иван Станчић, Ана Марковић, Бранислав Черњев, Милица Радојчић, Никола Ђобовић и Горан Старчевић | 20. април 2023. |
| Иако је Искра, на наговор Томе, одлучила да остане са Аљошом, није ни свесна да су сада његове емоције у кризи након пољупца са Теом. Симкетова одлука да привремено обустави своју револуцију против Филипа уноси тренутно примирје, али питање је да ли ће до промене доћи и са Филипове стране. Јер, и даље не влада потпуно задовољство међу Филиповим радницима, упркос Вањиним покушајима да помогне. Вељина борба против Мунгоса се наставља, али да ли је пронашао праве помагаче за ову битку?                                                                                    |                    |                |                                                         |                                                                                                 |                 |
| 47 | 17                 | „Епизода 2.17” | Данило Бећковић, Небојша Радосављевић и Љубомир Божовић | Иван Станчић, Ана Марковић, Бранислав Черњев, Милица Радојчић, Никола Ђобовић и Горан Старчевић | 21. април 2023. |
| Упркос упозорењима Макија домца и Милице, Веља истрајава у свом избору адвоката који ће га бранити у парници са Мунгосом. Како ће породица Ковач и Вељин и Мирин брак поднети ово ново искушење? Након одласка Искрине маме, Љиљане, делује да Аљоша и Искра коначно имају прилику да изгладе свој однос. Ипак, хоће ли то бити могуће после Аљошиног излета са Теом? Након открића да је каса покрадена, Филип одлучује да окрене други лист у односу према радницима у "Spoon & Taste“. Непријатно откриће чека и Милицу.                                                                |                    |                |                                                         |                                                                                                 |                 |
| 48 | 18                 | „Епизода 2.18” | Данило Бећковић, Небојша Радосављевић и Љубомир Божовић | Иван Станчић, Ана Марковић, Бранислав Черњев, Милица Радојчић, Никола Ђобовић и Горан Старчевић | 24. април 2023. |
| После открића да су Вања и Тадија у вези, Милицино понашање постаје веома чудно стварајући нове разлоге за бригу Мири, али и правдољубивој Вањи. Упркос Искриним надањима да ће, након одласка мама Љиљане њен однос са Аљошом доћи на старо, чекају је нови проблеми. А, потискивање проблема у Теиној породици се наставља. Након што сазна да је Филип наставио по старом са запосленима у Spoons & Taste, Симке се спрема за радикални потез. |                    |                |                                                         |                                                                                                 |                 |
| 49 | 19                 | „Епизода 2.19” | Данило Бећковић, Небојша Радосављевић и Љубомир Божовић | Иван Станчић, Ана Марковић, Бранислав Черњев, Милица Радојчић, Никола Ђобовић и Горан Старчевић | 25. април 2023. |
| Симке је коначно приволео Филипове запослене, бака Анку, Декија Кенту и Тому, да се боре за своја права. Да ли ће Филип успети да превазиђе ову кризу и хоће ли моћи да се ослони макар на Вању? Ипак, Вања овога пута има прегршт својих проблема - поред покушаја да допре до Милице, али и да одржи однос са Тадијом, Вању коначно из колосека избацује потпуно неочекивани гост. |                    |                |                                                         |                                                                                                 |                 |
| 50 | 20                 | „Епизода 2.20” | Данило Бећковић, Небојша Радосављевић и Љубомир Божовић | Иван Станчић, Ана Марковић, Бранислав Черњев, Милица Радојчић, Никола Ђобовић и Горан Старчевић | 26. април 2023. |
| Повратак Вањиног и Филиповог оца Јакова доноси прави торнадо у животе брата и сестре. Поред чињенице да се вратио са непознатом женом, Луном, Вању и Филипа чекају и друга изненађења и то баш у време када је кафана "Нови Трст“ под Симкетовом опсадом. И клуб "Велтер“ је у све већој кризи због Мунгосове медијске хајке, па Милица кује план који би могао озбиљно да изненади породицу Ковач. |                    |                |                                                         |                                                                                                 |                 |
| 51 | 21                 | „Епизода 2.21” | Данило Бећковић, Небојша Радосављевић и Љубомир Божовић | Иван Станчић, Ана Марковић, Бранислав Черњев, Милица Радојчић, Никола Ђобовић и Горан Старчевић | 27. април 2023. |
| Јаковљева одлука да прода кафану Нови Трст потпуно је избацила из колосека Вању, али и Филипа, па се брат и сестра удружују у одлуци да му то не дозволе. Ипак, нове информације и пословна обећања од стране Јаковљеве девојке Луне поколебаће Филипа који и даље живи под опсадом својих дојучерашњих радника. Породицу Ковач, али и остале актере потреса драматична и потпуно неочекивана вест која ће их све натерати да забораве на своје личне проблеме. |                    |                |                                                         |                                                                                                 |                 |
| 52 | 22                 | „Епизода 2.22” | Данило Бећковић, Небојша Радосављевић и Љубомир Божовић | Иван Станчић, Ана Марковић, Бранислав Черњев, Милица Радојчић, Никола Ђобовић и Горан Старчевић | 28. април 2023. |
| Милицин нестанак потпуно је омео све јунаке – и породицу Ковач, али и Аљошине пријатеље. Будући да се сви окупљају да помогну у потрази за несталом Аљошином сестром, многи потиснути сукоби, нетрпељивости и недоречени односи излазе на видело. Штрајк испред Новог Трста привремено је обустављен, али да ли то значи да ће се и Симке придружити потрази? Или је, после сесија са ујка Томом, на трагу сасвим нових идеја о свом животу? Да ли ће Филипу ова ситуација помоћи да мало релаксира однос са својим колегама и како ће Теина солидарност утицати на Аљошин и Искрин однос? |                    |                |                                                         |                                                                                                 |                 |
| 53 | 23                 | „Епизода 2.23” | Данило Бећковић, Небојша Радосављевић и Љубомир Божовић | Иван Станчић, Ана Марковић, Бранислав Черњев, Милица Радојчић, Никола Ђобовић и Горан Старчевић | 1. мај 2023.    |
| Након што је у Велтер стигла анонимна порука у вези са Милициним нестанком, Веља развија сасвим нову теорију о позадини нестанка своје кћерке, па заједно са Тадијом одлучује да предузме неочекиван потез. Након што су се Теа и Вања удружиле у намери да Симке употреби своје хакерске вештине у лоцирању Милице, питање је да ли ће их то одвести на прави траг? У целој овој драми, Аљоша помало губи стрпљење за Искру или се то само њој тако чини? |                    |                |                                                         |                                                                                                 |                 |
| 54 | 24                 | „Епизода 2.24” | Данило Бећковић, Небојша Радосављевић и Љубомир Божовић | Иван Станчић, Ана Марковић, Бранислав Черњев, Милица Радојчић, Никола Ђобовић и Горан Старчевић | 2. мај 2023.    |
| Након што је Симке успео да лоцира Милицину недавну позицију, Аљоша и остатак његове екипе дају се у потрагу потпуно несвесни да је Милица за сада на безбедном, у штеку Макија домца. |                    |                |                                                         |                                                                                                 |                 |
| 55 | 25                 | „Епизода 2.25” | Данило Бећковић, Небојша Радосављевић и Љубомир Божовић | Иван Станчић, Ана Марковић, Бранислав Черњев, Милица Радојчић, Никола Ђобовић и Горан Старчевић | 8. мај 2023.    |
| Пошто су пронашли Милицу, Аљошу и његову екипу очекује велико изненађење. Милица се не предаје тако лако и свакоме од њих припрема посебан третман. За то време, још увек несвесни да је Милица пронађена, Веља и Мира су поново у старом сукобу око клуба Велтер за који се испоставља да вечито угрожава мир у кући и неко од њихове деце. Да ли ће повољне вести допринети помирењу или је ово кап која је прелила Мирину трпељивост? |                    |                |                                                         |                                                                                                 |                 |
| 56 | 26                 | „Епизода 2.26” | Данило Бећковић, Небојша Радосављевић и Љубомир Божовић | Иван Станчић, Ана Марковић, Бранислав Черњев, Милица Радојчић, Никола Ђобовић и Горан Старчевић | 9. мај 2023.    |
| Уместо да Милицин повратак кући врати ствари у нормалу, у кући Ковач тек сада настаје велики раздор. Испод тепиха куће Ковач искрсавају многи стари сукоби. Са друге стране, Мира спрема специјалан кућни ред који се Милици никако неће допасти. И код осталих јунака само привидно ствари се враћају у нормалу – Симке наставља са својим протестима испред Новог Трста, али Филип доводи неочекивано појачање. Вањина борба са Јаковом око планова за кафану се наставља, а Искра и Аљоша ће морати да се суоче са реалношћу своје везе.                                                |                    |                |                                                         |                                                                                                 |                 |
| 57 | 27                 | „Епизода 2.27” | Данило Бећковић, Небојша Радосављевић и Љубомир Божовић | Иван Станчић, Ана Марковић, Бранислав Черњев, Милица Радојчић, Никола Ђобовић и Горан Старчевић | 10. мај 2023.   |
| Након Аљошиног признања да је преварио Искру, њихов однос долази у дубоку кризу. Да ли ће успети да је превазиђу, макар уз Томину помоћ или ће Искра, из освете, посегнути за сасвим неочекиваним мерама? Аљоша тражи подршку код Вање, али и њен живот је у хаосу након што је Филип, из освете Симкету, запослио екипу бајкера у кафани. Како би изашла на крај са Јаковом и Луном, Вања долази на неочекивану идеју. |                    |                |                                                         |                                                                                                 |                 |
| 58 | 28                 | „Епизода 2.28” | Данило Бећковић, Небојша Радосављевић и Љубомир Божовић | Иван Станчић, Ана Марковић, Бранислав Черњев, Милица Радојчић, Никола Ђобовић и Горан Старчевић | 11. мај 2023.   |
| Вањине сумње у праве Лунине мотиве за мешање у породични и пословни живот Вањине породице све су израженије. Ипак, да ли је Луна заиста сумњива или је све то Вањина пројекција у силној жељи да спречи продају кафане Нови Трст. Након Аљошиног признања о превари, Искра је одлучна да истраје у својој освети. Вељин и Мирин хладни рат се наставља, а Веља је на мукама након сазнања да га је адвокат ког је унајмио за борбу против Мунгоса преварио. |                    |                |                                                         |                                                                                                 |                 |
| 59 | 29                 | „Епизода 2.29” | Данило Бећковић, Небојша Радосављевић и Љубомир Божовић | Иван Станчић, Ана Марковић, Бранислав Черњев, Милица Радојчић, Никола Ђобовић и Горан Старчевић | 12. мај 2023.   |
| Док Вања и Симке истражују Лунин идентитет и прошлост, Филип даје све од себе да заслужи Јаковљево поверење и организује велики догађај како би доказао да је у стању да води посао. Након што је на све начине покушавала да изврда Драгицу која је надзире, Милица тражи помоћ Макија домца за још једну своју сулуду акцију. Аљоша је у стању очаја – Искра и он су раскинули, Теа одлази, а његова музичка каријера је у озбиљном ризику због кашњења са роковима. Ипак, помоћ и подршка му стижу са неочекиване адресе.                                                               |                    |                |                                                         |                                                                                                 |                 |
| 60 | 30                 | „Епизода 2.30” | Данило Бећковић, Небојша Радосављевић и Љубомир Божовић | Иван Станчић, Ана Марковић, Бранислав Черњев, Милица Радојчић, Никола Ђобовић и Горан Старчевић | 15. мај 2023.   |
| Иако је Искра донела одлуку о повратку у родни град, добра вест са кастинга све мења. Ипак, да ли су промене могуће и у односу према Аљоши? И хоће ли Аљоша искористити последњу шансу за напредак каријере упркос проблемима са којима се тренутно суочава? Делује да једино Милица има план у ком јој невољко помаже Маки. Након компромиса које Веља прави у вези са клубом, питање је да ли је и Мира спремна на нови почетак. А, након открића Луниних тајни, Вања је у дилеми како да поступи. Теа само што није кренула у Милано када стижу забрињавајуће вести…                    |                    |                |                                                         |                                                                                                 |                 |